# Molophilus (Molophilus) unispinosus
Molophilus (Molophilus) unispinosus is een tweevleugelige uit de familie steltmuggen (Limoniidae). De soort komt voor in het Australaziatisch gebied.